# 合川桃片

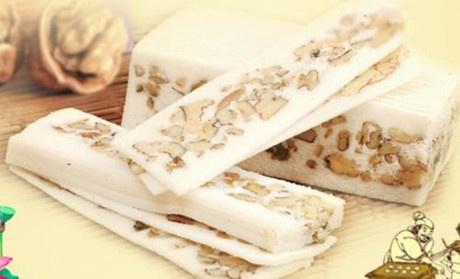
合川桃片

合川桃片是以糯米、核桃仁、川白糖、蜜玫瑰为主要原料生产的传统糕点，薄如纸、形似帖，散如展卷，卷裹不断，点火即燃，主要分甜、咸两种口味，并已开发出椒盐味、香甜味、八珍味、香酥味、葛粉味、水果味等多种口味，具有补脑、健脾、润肺的功能，是重庆市合川区特产、传统名点之一，是重庆首批非物质文化遗产、重庆名特产品。

## 历史
合川桃片距今已有150年历史。清光绪二十一年（1895年），合川县城便有糖果铺开始生产甜桃片；
清光绪二十四年，合川县举人张森楷把合川桃片作为合川特产，带至成都、北平等地送师友，其因味美而渐渐出名；
民国时期合川桃片开始规范化生产，注册了商标；
进入21世纪后，合川已有同德福、三民斋、念记、川州等27家桃片生产厂，年产桃片3000多吨，目前合川设立了桃片产业园，位于合川区黑岩新村，占地面积80余亩，年设计生产能力8000吨。

## 荣誉
1917年于巴拿马博展会上获巴拿马金质奖。
1920年获成都花会优质奖。
1925年获四川省劝业会特等金质奖。
1981年和1988年两次荣获国家银质奖。
1994年获第五届亚洲及太平洋地区博览会国际金奖。
1995年被评为四川省和重庆市名牌产品。
2009年纳入了中国地理标志产品。
2020年入选中欧地理标志协定产品。